# LG K10 (2017)
L' LG K10 del 2017 è uno smartphone Android di fascia media sviluppato da LG Electronics e rilasciato a febbraio 2017 e fa parte della Serie K
Il prezzo listino di questo cellulare è 199€, ma il suo prezzo reale è di 150/160€

## Caratteristiche

### Hardware
L'LG K10 (2017) è costruito con uno schermo in vetro e il corpo in plastica, il retro è composto da una scocca in bicarbonato con back cover removibile con il pulsante di accensione e spegnimento. Ha un display da 5,3 pollici, con una risoluzione da 1280x720 pixel.

#### CPU
ll suo processore è un MediaTek MT6750 che lavora alla frequenza di 1.5 GHz e ha un processore grafico Mali-T860.

##### Memoria
Possiede una memoria interna da 16 GB espandibile tramite l'ausilio di una microSD e una memoria RAM da 2GB.

#### Fotocamere
Il cellulare ha due fotocamere: quella principale ha la risoluzione da 13 megapixel quella frontale da 5 megapixel con apertura focale da f/2.4

#### Batteria
Il cellulare dispone di una batteria removibile da 2.800 mA h

### Software
L'LG K10 (2017) è stato originariamente costruito con Android 7.0 Nougat e nel 2018 è stato aggiornato con Android 8.0 Oreo/Android 8.1.1 Oreo